# الحصنین
الحصنین (به عربی: الحصنین) یک منطقهٔ مسکونی در عربستان سعودی است که در استان عسیر واقع شده‌است. الحصنین ۲٬۰۰۰ نفر جمعیت دارد و ۴۳۶ متر بالاتر از سطح دریا واقع شده‌است.